# Dhammapada
Dhammapada či Dhammapadam (Páli, je možno velké množství překladů: Stezka dharmy, Stezka ctnosti, Cesta spravedlnosti, Stopa vyznání, Verš o držmu atd.; v Sanskrtu Dharmapada) je buddhistický kanonický text, který je součástí Suttapitaky Pálijského kánonu (Tipitaka) a je považována za jeden z nejdůležitějších zdrojů théravádinského učení.

## Povaha textu
Obsahuje 423 veršů v 26 kapitolách a podle tradice jde o výroky samotného Buddhy při různých příležitostech. Většina z nich je sebraná z jiných míst kánonu a sestavená tematicky do jednotlivých kapitol. Jsou zde ale i výroky, které čerpají spíše z obecného indického prostředí a lidových příběhů (zvláště z Mahábháraty a Rámájany) než čistě z buddhismu.
Celá sbírka vznikla asi někdy mezi 3. a 1. stol. př. n. l. Jednotlivé průpovědi jsou nestejného stáří i různé literární kvality - některé jsou poučkami některé jsou spíše básně. Dhammapadam sestává z 26 kapitol, z nichž je 24 kapitol věnováno určitým tématům a dvě zbylé kapitoly jsou netematické. Téma, která pojí některé kapitoly je občas spíše formální (např. výroky ve 4. kapitole spojuje jen to, že jsou v nich zmíněny květiny).
Obsah sbírky je natolik široký, že kdyby neexistovaly žádné jiné buddhistické texty, tak by přesto bylo možno zrekonstruovat velkou část buddhistické nauky jen na základě tohoto díla

## Recenze a komentáře
Pálijské Dhammapadam je nejstarší a jedinou úplnou dochovanou verzí. Existuje ale i gándharí (středoindický prákrt) napsaná Dharmapada, z níž se zachovala asi polovina. Severní sanskrtská recenze Udánavarga je zachovaná asi ze dvou třetin (jako celek se zachovala jen v čínských a tibetských překladech). Existují ještě další varianty tohoto textu, ale vesměs se z nich mnoho nezachovalo (svědčí to alespoň o popularitě).
Vzniklo samozřejmě velké množství komentářů k tomuto dílu. Z nejznámějších jmenujme alespoň Dhammapadadatthakatha, který vznikl okolo roku 450 n. l. a obsahuje filologický a exegetický rozbor všech průpovědí i s dokreslením situací mravoučnými příběhy. Mnoho těchto příběhů jsou staré lidové povídky, které se staly součástí světového kulturního dědictví. A naopak třeba příběh o dřevěném slonu, ve kterém se ukrylo 60 bojovníků (Udénavatthu k Dhp. 21-23) svědčí o zdomácnění báje o trojském koni v Indii.

## České překlady
První dva české překlady vznikly ve 40. letech. V časopise Nový Orient, roč. II., č. 1 a 2, byly nejdříve anonymně uveřejněny dvě ukázky překladů a čtenáři měli vybrat ten lepší. Vybrán byl překlad Vincence Lesného, který roku 1947 vyšel v nakladatelství Symposion. Autorem druhého (nevydaného) překladu byl Pavel Poucha. Oba překlady byly veršované a Pouchův byl i rýmovaný (ačkoli originál je veršovaný, ale bez rýmů). Lesného překlad je ale podle mnohých odborníků příliš poznamenán křesťanstvím, takže do některých myšlenek vkládá význam jim zcela cizí. Navíc přesnost překladu mnohdy musela ustoupit snaze o básnickou podobu.
Autorem dalšího českého překladu je profesor Karel Werner (indolog). Jeho první překlad vznikl okolo roku 1964 a na rozdíl od obou předchozích dal přednost přesnému překladu pálijského textu nad formou a čtivostí. Tento překlad dlouho existoval pouze jako samizdat a upravený vyšel až roku 1992 v nakladatelství Odeon. Nejnovější verze tohoto překladu vyšla roku 2001 v nakladatelství CAD Press.

## Ukázky
(v překladu z roku 2001 od K. Wernera)
- I. 5. Nenávistí se nenávist nikdy neusmíří, jen bez nenávistností dojde klidu; takový je věčný běh věcí.
- V. 62. „Mám syny, mám bohatství.“ Takto myslí pošetilec, pln starostí. Ve skutečnosti ale nepatří ani on sám sobě, natož aby mu patřili synové a majetek.
- VI. 81. Mudrc zůstává nedotčen hanou i chválou, tak jako skála z jednoho kusu zůstane neotřesena vichrem.
- VIII. 103. I kdyby někdo v bitvě zvítězil tisíckrát nad tisíci muži, největším vítězem je ten, kdo zvítězil nad jediným: nad sebou samým.